# NGC 864
NGC 864 este o intermediate spiral galaxy⁠(d) situată în constelația Balena. A fost descoperită în 25 octombrie 1785 de către William Herschel. Se află la o distanță de 16,52 megaparseci de Pământ.